# Robert Francis Coker
Robert Francis Coker est un astronome américain.

## Biographie
Le Centre des planètes mineures le crédite de la découverte de quatre astéroïdes, effectuée en 1988, avec la collaboration d'autres astronomes dont Eleanor Francis Helin et Celina Mikolajczak.
| (5256) Farquhar     | 11 juillet 1988 |
| (5280) Andrewbecker | 11 août 1988    |
| (26095) 1988 PU     | 10 août 1988    |
| (30784) 1988 PO     | 11 août 1988    |